# Přívozy Pražské integrované dopravy

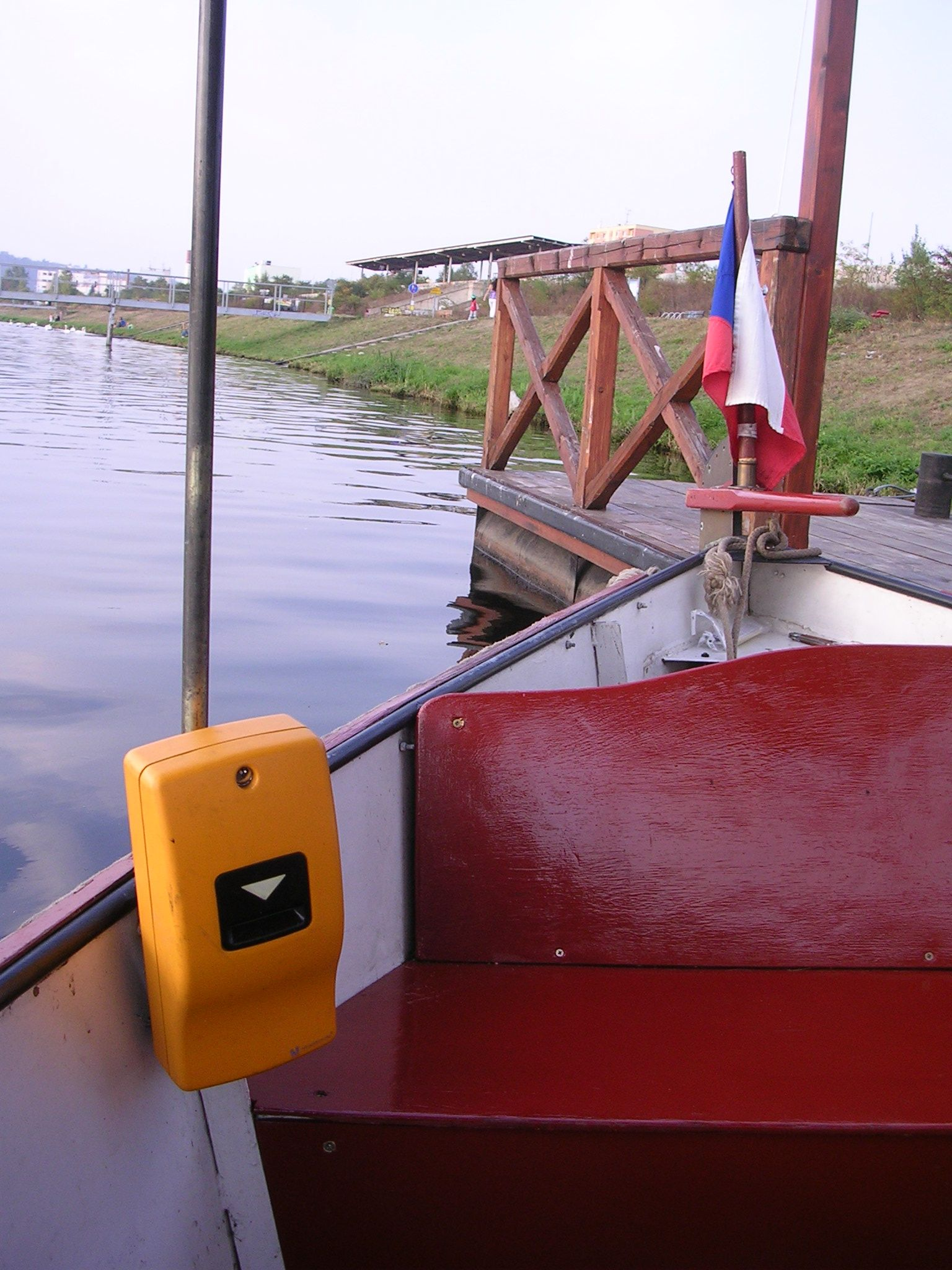
Označovací strojek na jízdenky na člunu Skokan na přívozu P6 v Modřanech v září 2009

Přívozy v systému Pražské integrované dopravy jsou od 1. července 2005, kdy do ní byl zařazen první. Od září 2009 do PID patřilo již 6 přívozů, z toho dva celoroční a čtyři sezonní (v provozu od dubna do října), v roce 2010 byly tři ze sezonních přívozů změněny na celoroční, avšak 29. října 2011 byl sezonní přívoz v centru Prahy i celoroční přívoz na Císařskou louku zrušen. Všechny přívozy jsou provozovány na území hlavního města Prahy a na řece Vltavě, kolem roku 2010 bylo neúspěšně chystáno i zřízení příměstského přívozu na Berounce. Čtyři přívozy (P1, P2, P3, P6) mají jednoduchou trasu téměř kolmou k ose řeky a s dvojicí přístavišť na březích, dva přívozy v centru města (P4, P5) měly na trase více zastávek (přístavišť) a sloužily tak zároveň i jako vodní doprava po délce řeky, s přístavišti na protilehlých březích řeky i na ostrovech, avšak 29. října 2011 byly zrušeny a přívoz P5 byl nahrazen kratší trasou spojující oba břehy s mezizastávkou na ostrově, podobnou trasu má i přívoz P7 přes Štvanici. Ani v jednom případě nebyl do Pražské integrované dopravy zařazen fungující dosud neintegrovaný přívoz, ve všech případech šlo o zřízení nových přívozů buď v trasách někdejších zaniklých přívozů nebo v nových trasách. Čtyři přívozy (do roku 2011 pět přívozů) provozuje společnost Pražské Benátky (do prosince 2011 pod názvem První Všeobecná Člunovací Společnost), jeden přívoz VITTUS GROUP, od roku 2015 jeden přívoz Pražská paroplavební společnost a.s. Na financování provozu se kromě města Prahy podílejí i některé městské části. Zejména sezonní přívozy PID mají význam hlavně pro rekreační dopravu (návaznost na cyklistické trasy, propojení sídlišť s rekreačními oblastmi, dopravní obsluha vltavských ostrovů), celoroční přívozy zajišťují z velké části dopravní spojení jako linky PID.

## Technická charakteristika

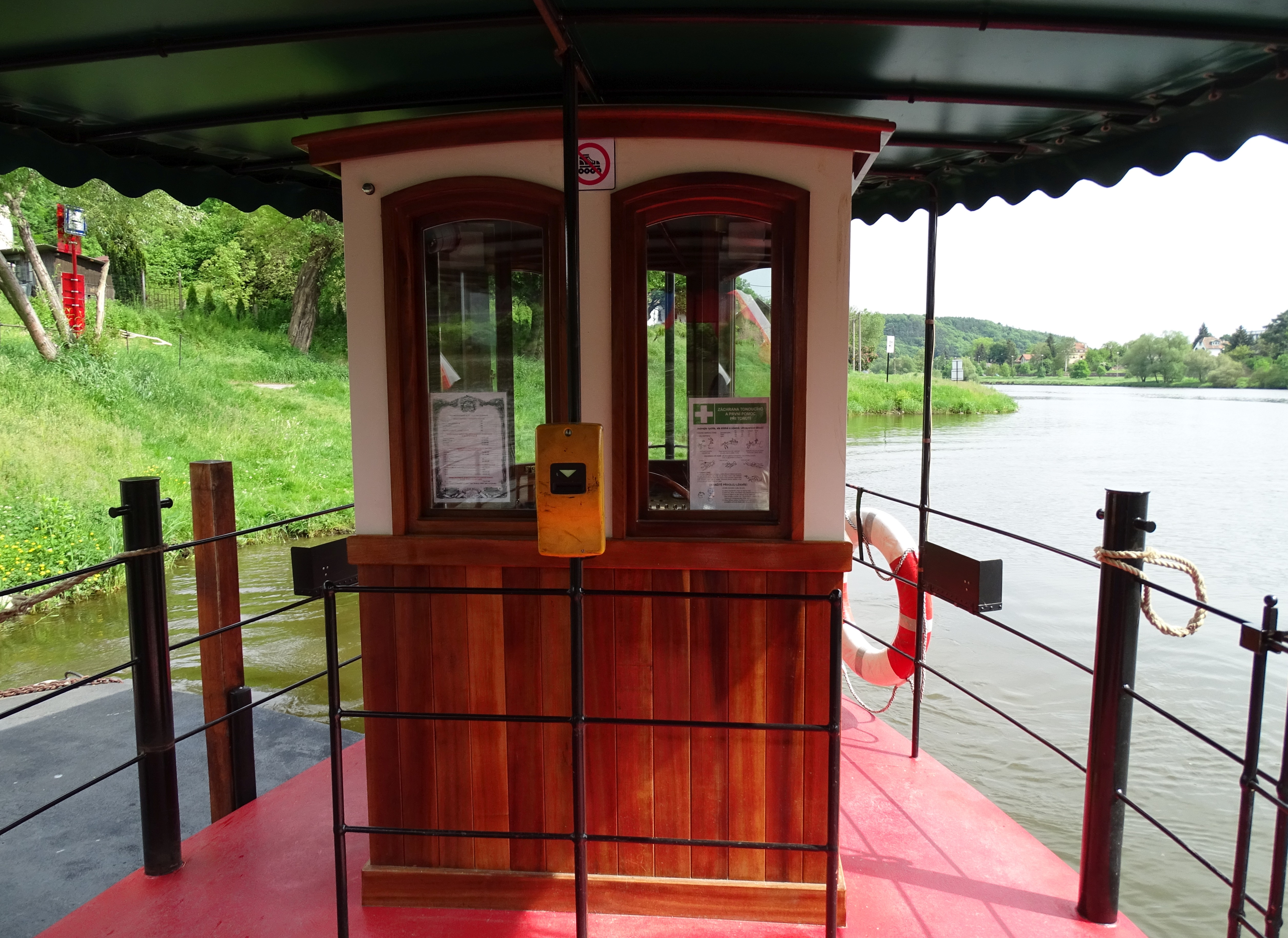
Loď Břehule na Přívozu P1

Až na dočasný přívoz P8 se jedná o přívozy nepřipoutané (bez jisticích lan), provozované malými plavidly s diesel-motorovým pohonem. Některá z těchto plavidel jsou označena jako převozní loď.
Největší loď, Blanice s kapacitou 50 cestujících, byla nasazována na přívoz P5 v původní trase. Všechny přívozy jsou pouze osobní, s bezplatnou přepravou jízdních kol a dětských kočárků. 
V červenci 2016 byla na podbabský přívoz nasazena nová loď Baba, jednalo o prototyp vyvinutý speciálně pro tento přívoz (vzhledem a rozměry se však podobá lodi Kazi, která již od roku 2014 jezdila po Berounce u Kazína). Je konstruována podle lodí z konce 19. století, má délku 11,2 metru, šířku 3,7 metru, ponor 50 centimetrů a kapacitu 40 cestujících. Díky palubové konstrukci a novým přístavištím umožňuje nástup a výstup v jedné úrovni. Kormidelna je krytá. Loď Baba stála pět milionů korun. Obdobné (ale menší, pro 12 osob) lodě byly nasazeny i na ostatní přívozy Pražských Benátek, tj. P1, P5 a P6.

## Organizace provozu

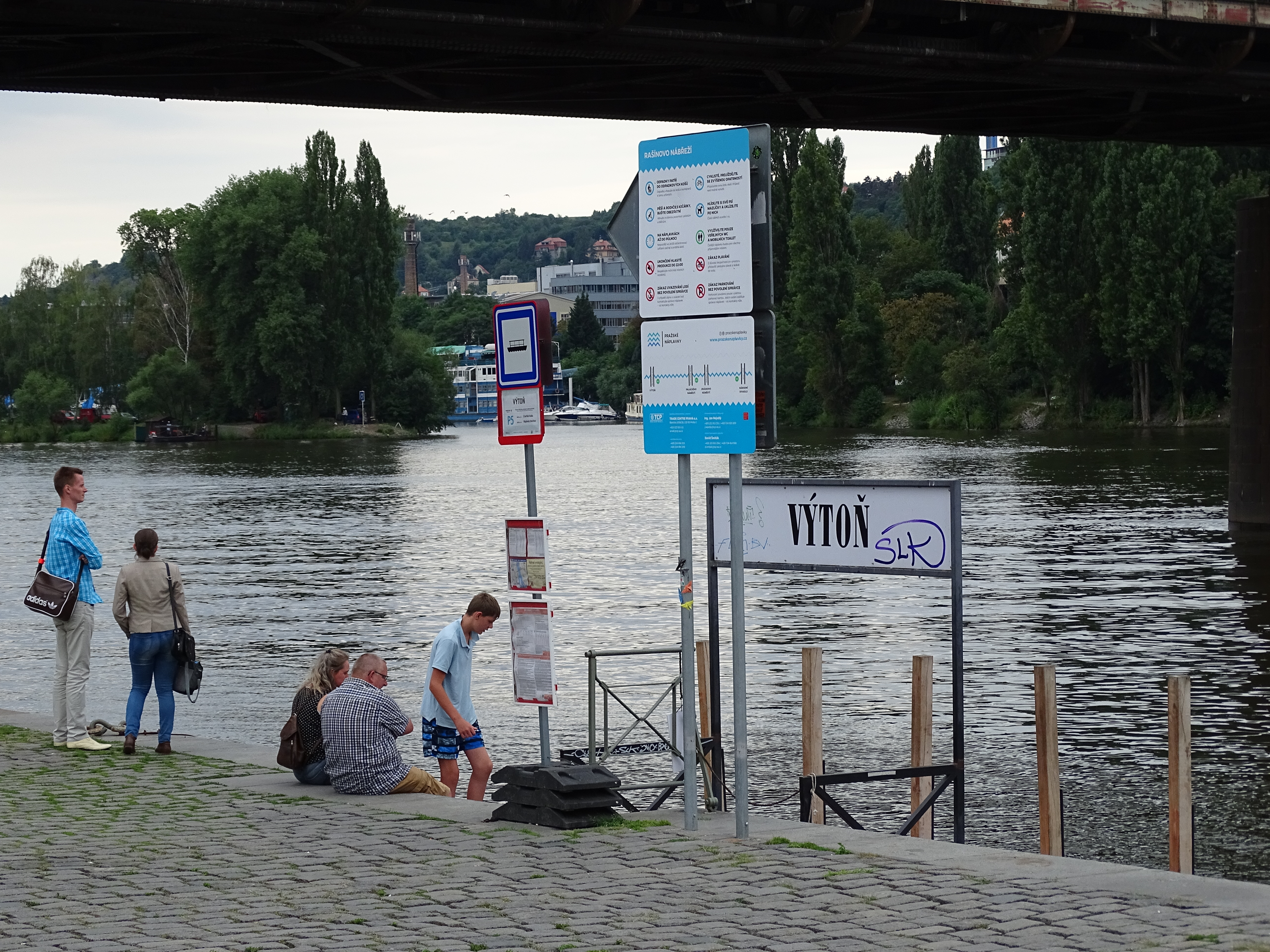
Přístaviště na Výtoni

Pro všechny přívozy je vyhlášen pravidelný jízdní řád, avšak na přívozech P1 a P6 jsou bez příplatku na vyžádání (signál cestujícího) možné i plavby v mezičasech, na přívozech P2 a P3 je v případě vyššího zájmu nepřetržitý kyvadlový provoz bez ohledu na jízdní řád.
Jak celoroční, tak sezonní přívozy jsou provozovány celotýdenně. Časový rozsah provozu je u jednotlivých přívozů různý: ranní zahájení provozu je mezi 5:30 až 8:15 hodin, večerní ukončení mezi 19. a 22. hodinou (u sezonních od roku 2016 s variací dle denního světla). Interval podle jízdního řádu je taktový o délce 15, 20 nebo 30 minut. Nejkratší interval je na přívozu P2 (s návazností na autobusy na pravém břehu). Nejdelší, hodinový interval byl do roku 2011 na přívozu P5.
Provoz je při 1. a vyšším stupni povodňové aktivity nebo při jiných nepříznivých přírodních podmínkách přerušován. Pro jednotlivé přívozy je stanoven maximální přípustný průtok – nejnižší, 450 m3/s, je na přívozech pod Prahou (P1 a P2) a průtok cca 700 m3/s na zbývajících přívozech.[zdroj?] Pro dočasný přívoz P8 nahrazující zřícenou Trojskou lávku je stanoven maximální průtok 150 m3/s.

## Tarif
Integrace přívozů do PID spočívá především v platnosti tarifu PID. Na přívozech platí dlouhodobé i krátkodobé jízdenky PID, včetně elektronických. Všechny přívozy jsou v tarifním pásmu P. Nárok na bezplatnou přepravu je shodný jako v metru, tramvajích, lanové dráze a autobusech pásma P.

## Linky

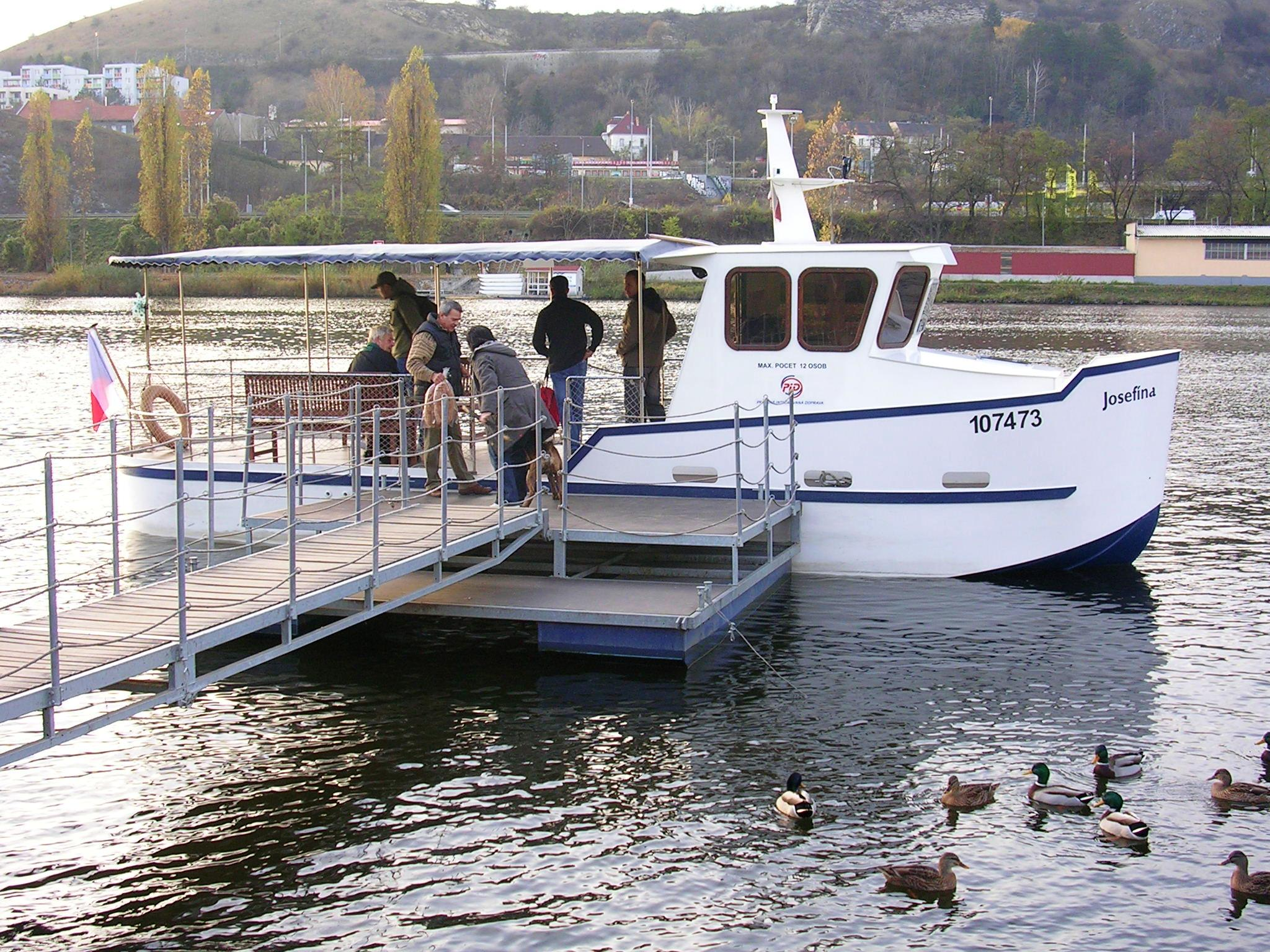
Loď Josefína společnosti Vittus group v přístavišti Dvorce na přívozu P3.

Přívozy jsou v rámci PID označovány jako P1 až P7, přičemž číslo přívozu původně odpovídalo chronologickému pořadí, v jakém byly přívozy zřízeny, bez ohledu na geografické umístění. Tato označení se používají v jízdních řádech a mapách, převozní lodě ani přístaviště jimi nijak výrazně označena nejsou. V databázích jízdních řádů jsou tyto linky kódovány trojciferným číslem (P1 = 691 … P7 = 697).
Po proudu Vltavy jsou přívozy umístěny v pořadí P6, P3, P5, P4 (zrušen 2011), P7, P2 a P1. Na Berounce byl kazínský přívoz pod označením P4 zařazen do PID od sezóny 2017.
- P1: Přívoz Zámky – Sedlec leží z přívozů PID nejníže po proudu Vltavy. V rámci PID byl zprovozněn 1. července 2005, 14 let po předchozím zániku, je celoroční a provozuje jej společnost Pražské Benátky. Od roku 2016 bezbariérová loď Břehule (typu Naomi).
- P2: Podbabský (Lysolajský) přívoz Podbaba – Podhoří, leží nedaleko nad sedleckým přívozem. Provoz byl slavnostně zahájen 28. června 2006 a běžný provoz začal 1. července 2006. Je celoroční a provozuje jej společnost Pražské Benátky. Od dubna 2010 byl v letní sezoně provoz posílen druhou lodí, po nasazení kapacitnější bezbarierové lodi Baba v roce 2016 provoz zajišťuje jen jedno plavidlo.
- P3: 17. července 2007 byl zahájen provoz v trase Lihovar – Veslařský ostrov. Od 30. dubna 2008 bylo na pravém břehu zřízeno přístaviště Dvorce-Žluté lázně přímo v areálu lázní namísto přístaviště na Veslařském ostrově, čímž se trasa přívozu napřímila (od 1. dubna 2010 do odvolání z důvodu úpravy přístaviště Dvorce-Žluté lázně přívoz končí opět na Veslařském ostrově). Přívoz provozuje Vittus group s. r. o. Původně byl v provozu jen v letní sezoně, od jara roku 2010 provoz celoroční. Od roku 2013 je provoz opět jen sezonní.[5]
- P4: Národní divadlo-Hollar – Dětský ostrov s mezizastávkami Střelecký ostrov a Slovanský ostrov, na vzdutí mezi Staroměstským a Šítkovským jezem, byl provozován od 1. srpna 2008 do 29. října 2011, a to jen v letní sezóně. Provozovala jej PVČS. Od 30. října 2011 byl přívoz zrušen, protože u něj převažoval turistický charakter přepravy a městské části se rozhodly ušetřit náklady na dopravu.[6][7]
- P5: Císařská louka - Jiráskovo náměstí se mezizastávkami Výtoň a botel Admirál, byl provozován nad Šítkovským jezem od 1. srpna 2008 do 29. října 2011. Provozovala jej PVČS. Původně byl v provozu jen v letní sezoně, na jaře 2010 bylo rozhodnuto o zavedení celoročního provozu. Od 13. prosince 2011 (dle původní tiskové zprávy již od 30. října 2011[7]) byl přívoz v této trase zrušen, protože u něj převažoval turistický charakter přepravy, a má být od 31. března 2012 nahrazen sezonním přívozem ve zkrácené a přeložené trase a s kratším intervalem, aby lépe plnil úlohu dopravního prostředku pro každodenní cestování.[6]
- P5: Přívoz Kotevní – Císařská louka – Výtoň se sezonním provozem od dubna do října byl zřízen od 31. března 2012 náhradou za dosavadní přívoz P5.[6] Provozovatelem je společnost Pražské Benátky. Od roku 2016 bezbarierová loď typu Naomi.
- P6: Nádraží Modřany – Lahovičky. V provozu od 18., v pravidelném provozu od 19. září 2009, provozovatelem je společnost Pražské Benátky (do prosince 2011 pod názvem PVČS). Původně byl v provozu jen v letní sezoně, od jara 2010 byl provoz celoroční. V roce 2013 má být provoz ukončen 14. prosince a od roku 2014 je na přívozu provoz jen sezonní.[5] Od roku 2016 bezbarierová loď typu Naomi.
- P7: Přívoz Pražská tržnice – Štvanice – Karlín-Rohanské nábřeží, zkušební provoz od 7. srpna 2015 do konce října 2015, provozovatelem Pražská paroplavební společnost a.s. Na dotaci se rovnými díly podílení město Praha a městská část Praha 7. Loď Kazi společnosti Pražské Benátky v Mokropsech

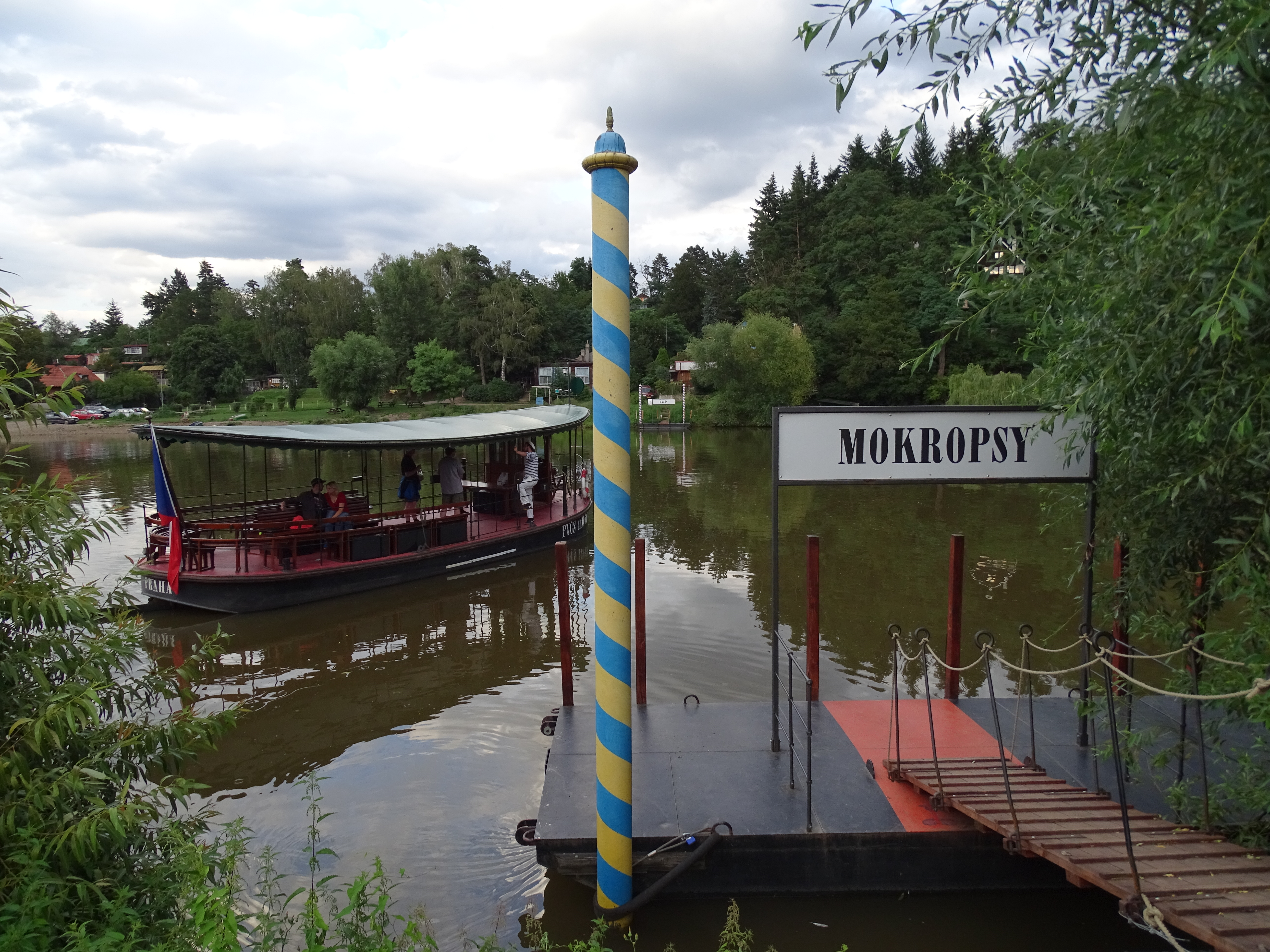
Loď Kazi společnosti Pražské Benátky v Mokropsech

- P4: Přívoz Kazín – Černošice, Mokropsy Začátkem března 2010 rada hlavního města Prahy schválila střednědobý plán rozvoje pražských přívozů, podle nějž měl být od roku 2012 obnoven kazínský přívoz[8][9][10][11] jako sezonní (od dubna do října), a to v rámci Pražské integrované dopravy pod označením P7 (v materiálu rady města byl označován jako přívoz Lipence – Mokropsy).[12][13] Měl se tak stát první příměstskou lodní linkou PID. Kazínský přívoz v sezóně 2015 obnovila společnost Pražské Benátky bez dotace a bez začlenění do PID, a to začleněním přívozu (pendlu) do komerčně provozovaných výletních plaveb po délce řeky Berounky. Do PID byl se shodným jízdním řádem zařazen až pro sezónu 2017 (od 1. června do 1. října) pod označením P4 (kódové označení linky v databázi jízdních řádů je 1804). Obě koncové stanice byly zařazeny zároveň do vnějšího pásma 1 a zároveň i do pásma B. V systému PID zůstal pravobřežnímu přístavišti název Kazín (údaj o tom, že se nachází na území města Prahy, je v jízdním řádu uveden v poznámce), zatímco pro levobřežní přístaviště byl určen nový, složený název „Černošice, Mokropsy“.[14] Jízdní řád zůstal shodný jako v předchozím roce, tj. odjezdy z Mokropes v hodinovým intervalu denně od 9:50 do 18:50 hodin a o pět minut později zpět z Kazína. O začlenění plaveb přívozu do komerčních linkových plaveb není v zastávkových jízdních řádech přívozu ani v informacích ROPIDu žádná zmínka.[15] Přívoz obsluhuje bezbarierová převozní loď Kazi.

V březnu 2010 rada hlavního města schválila střednědobou koncepci, podle níž přívozy P3, P5 a P6 měly být od roku 2011 provozovány celoročně, ROPID změnu provozu na celoroční vyhlásil již v dubnu 2010, takže od listopadu 2010 zůstal provoz omezen na letní sezónu jen na přívoze P4, sezóna přívozu P5 byla ukončena 12. prosince 2011.
Sezonní přívoz P4 Národní divadlo-Hollar – Dětský ostrov i celoroční přívoz P5 v trase Císařská louka – Jiráskovo náměstí byly od 30. října 2011 zrušeny (resp. přívoz P5 měl být zrušen k tomuto datu, ale nakonec byl v provozu až do 12. prosince 2011). Přívoz P5 byl od 31. 3. 2012 nahrazen sezonním přívozem v nové trase Kotevní - Císařská louka - Výtoň.
Přívoz P8, nahrazující zřícenou Trojskou lávku, tedy spojující Císařský ostrov s trojským břehem, zahájil provoz v sobotu 23. prosince 2017 a má být v provozu do zprovoznění nové lávky (cca do listopadu 2020), provozovatelem je Pražská paroplavební společnost. V provozu je v pracovní dny od 7, o víkendech a svátcích od 8 hodin s variantním ukončením provozu v 19/20/21 hodin dle denního světla. Interval je dvacetiminutový, ve špičkách pracovního dne desetiminutový. Cestující jsou přepravováni bezplatně. Přepravu zajišťuje převozní loď Troja s kapacitou 100 osob (provoz zahajovala loď Mistr Jan Hus s kapacitou 28 osob včetně kol a kočárků). Pro provoz přívozu musela být Státní plavební správou udělena výjimka, protože toto rameno jinak není vedeno jako splavné pro všechna plavidla. Pontonový most zde postaven být nemohl, protože ten lze podle zákona postavit jen v případě živelních katastrof. Za první den bylo přepraveno 650 cestujících.

### Přívozy Pražské integrované dopravy v roce 2024
V roce 2024 v Praze funguje šest přívozních linek, které provozuje společnost Pražské Benátky, Pražská paroplavební společnost a VITTUS GROUP.
Linky jsou označeny vždy písmenem P a číslem dané linky.
- P1: Sedlec – Zámky
- P2: V Podbabě – Podhoří
- P3: Lihovar – Dvorce
- P4: Dostihová – Belárie
- P5: Císařská louka – Kotevní – Výtoň
- P6: Lahovičky – Nádraží Modřany

## Využívanost
Počet přívozů PID a jejich vykazovaná využívanost od roku 2005 převážně stoupá:
- 2005: 1 přívoz, 21 763 přepravených osob
- 2006: 2 přívozy, 72 858 přepravených osob
- 2007: 3 přívozy, 184 165 přepravených osob
- 2008: 5 přívozů, 357 099 přepravených osob
- 2009: 6 přívozů, 339 634 přepravených osob
- 2010: 6 přívozů, 491 833 přepravených osob (od podzimu 2010 nově celoroční provoz na přívozech P3, P5 a P6)
- 2011: 6 přívozů, 641 724 přepravených osob (provoz přívozu P5 ukončen s letní sezonou)[6]
- 2014: 5 přívozů, 369 700 přepravených osob[20]
- 2023: 7 přívozů, 596 050 přepravených osob[21]

Od roku 2007 je nejvyužívanějším přívozem podbabský přívoz P2 (v roce 2010 přepravil v průměru 586 osob denně, v roce 2011 přepravil v průměru 937 osob denně), druhým nejvyužívanějším je od roku 2008 přívoz P3 z Podolí na Zlíchov (v roce 2011 přepravil v průměru 431 osob denně), nejméně využívaný je přívoz P6 z Modřan do Lahoviček (za rok 2010 – se zahájením v dubnu a povodňovým přerušením – vykázal 12 529 cestujících, což představuje průměr 49 osob za den provozu,), za rok 2011 vykázal 17 900 cestujících, což představuje průměr 52 osob za den provozu).

## Výběrové řízení
25. listopadu 2013 zaslal ROPID notifikaci výběrového řízení na zajištění provozu přívozů v rámci PID pro období 1. září 2014 do září 2024. Zakázka má být rozdělena na dvě části: v první části jsou přívozy P1 (Sedlec – Zámky) a P2 (V Podbabě – Podhoří), ve druhé části přívozy P3 (Lihovar – Veslařský ostrov), P5 (Kotevní – Císařská louka – Výtoň) a P6 (Lahovičky – Nádraží Modřany), odhadovaná celková cena zakázky je 57,2 milionu Kč.
Výsledek výběrového řízení nebyl oznámen, dopravci se v následujících letech nezměnili.

## Neintegrované přívozy v obvodu PID
V územím obsluhovaném Pražskou integrovanou dopravou se nachází i několik přívozů, které do ní začleněny nejsou.
Na Vltavě se jedná o tyto přívozy: celoroční přívoz Vrané nad Vltavou – Strnady, vyhlídkový turistický přívoz v Praze kolem Karlova mostu, celoroční přívoz Klecánky – Roztoky, celoroční Máslovice, Dol – Libčice nad Vltavou a celoroční Lužec - Bukol (ten ale v roce 2020 zanikne se zprovozněním nové lávky pro chodce a cyklisty). Ještě kolem roku 2007 byl v provozu i přívoz na Císařskou louku přes rameno smíchovského přístavu, tato trasa je od jara 2012 zahrnuta do nové trasy přívozu P5.
Na Berounce byl do roku 2007 provozován sezonní přívoz Kazín - Dolní Mokropsy, v roce 2010 se v plánech města Prahy objevil záměr na jeho obnovení v rámci PID. Od 30. května 2015 jej společnost Pražské Benátky obnovila bez začlenění do PID, přičemž převozní plavby (tzv. pendl) jsou začleněny do komerčních linkových plaveb po délce řeky Berounky, v rámci PID jako přívoz P4 od roku 2016 do roku 2018. Od roku 2019 opět neprovozován pro zrušení komerčních linkových plaveb.
U hranice území obsluhovaného PID se nachází jediný dosud fungující přívoz na Sázavě, sezonní v trase Zlenice (obec Lštění) – Hláska (obec Senohraby). Ještě v roce 2001 byl v provozu i sezonní přívoz u Žampachu (spojující části osady spadající do Jílového u Prahy a do Kamenného Přívozu).